# Bocchi the Rock!
Bocchi the Rock! (ぼっち・ざ・ろっく!, Bocchi za Rokku!) é uma série japonesa de mangá yonkoma escrita e ilustrada por Aki Hamaji [ja]. Foi serializado na revista de mangá seinen de Houbunsha, Manga Time Kirara Max, desde dezembro de 2017. Seus capítulos foram coletados em sete volumes tankōbon em outubro de 2024. Uma série de mangá spin-off, intitulada Bocchi the Rock! Side Story: Heavy-Drinking Diary de Kikuri Hiroi, começou a ser publicado em julho de 2023.
Uma adaptação em anime produzida pela CloverWorks foi ao ar de outubro a dezembro de 2022. Uma segunda temporada foi anunciada. Tanto o mangá quanto o anime foram amplamente aclamados pela animação, roteiro, dublagem, comédia, personagens, música e exploração da ansiedade social.

## Sinopse
Extremamente ansiosa e socialmente desajeitada, Hitori Gotō sonha em se tornar uma musicista de rock, apesar de suas dificuldades, enquanto realiza seu desejo de um dia fazer amigos. De repente, ela recebe a oportunidade de fazê-lo após ser acolhida por outra garota, Nijika Ijichi, para se tornar membro de sua recém-formada Kessoku Band.

## Personagens

### Kessoku Band
Kessoku Band (結束バンド, Kessoku Bando) é a banda central da série, sediada em Starry, uma casa de shows em Shimokitazawa. Os sobrenomes dos membros são derivados da banda de J-rock da vida real Asian Kung-Fu Generation, com seus papéis instrumentais combinando também (por exemplo, os Yamadas de ambas as bandas tocam baixo). No entanto, os papéis de guitarrista de Gotōs e Kitas são trocados, com Bocchi assumindo a liderança em comparação com o ritmo de Masafumi, e Ikuyo assumindo o ritmo em comparação com a liderança de Kensuke.
Hitori Gotou (後藤 ひとり, Gotō Hitori) / Bocchi (ぼっち, Botchi)
Voz de: Yoshino Aoyama
Interpretada por: Mamo Mamono [ja] (peça de teatro)
A protagonista principal e guitarrista principal da Kessoku Band. Uma introvertida extrema que tem problemas com a maioria das interações sociais. Inspirada por seu pai e por uma entrevista que viu na televisão, ela aprendeu a tocar violão sozinha no primeiro ano do ensino fundamental, pensando que isso a ajudaria a fazer amigos. Apesar de se tornar incrivelmente habilidosa em tocar violão e ter uma pequena base de fãs online (sob o pseudônimo de "guitarhero"), ela ainda não conseguiu fazer amigos tão facilmente até ser arrastada para tocar com a Kessoku Band. Desde então, Hitori ganhou alguns amigos e está aprendendo a interagir com outras pessoas. Ela geralmente é vista vestindo um agasalho rosa, que ela usa até mesmo por cima do uniforme escolar. Seu sobrenome vem de Masafumi Gotoh. Seu apelido Bocchi é uma referência a hitoribocchi (一人ぼっち), um termo para estar sozinho. Ela toca uma guitarra elétrica Ebony Gibson Les Paul Custom e, mais tarde, compra uma guitarra elétrica Transluscent Black Yamaha Pacifica.
Nijika Ijichi (伊地知虹夏, Ijichi Nijika)
Voz de: Sayumi Suzushiro
Interpretada por: Miki Ohtake (peça de teatro)
A baterista e líder da Kessoku Band. Sua irmã mais velha, Seika, comanda uma casa de shows onde elas costumam tocar. Nijika admira Seika, já que perderam a mãe ainda jovens e o pai desapareceu. Ela é muito gentil, alegre, amigável e extrovertida, e é quem mantém o grupo unido e ajuda Bocchi com sua ansiedade social. Seu sobrenome vem de Kiyoshi Ijichi. Ela toca uma bateria Tama Imperialstar Vintage Red.
Ryou Yamada (山田リョウ, Yamada Ryō)
Voz de: Saku Mizuno
Interpretada por: Karin Osanai [ja] (peça de teatro)
A baixista distante, quieta e travessa da Kessoku Band, que tem um comportamento tranquilo e uma aparência andrógina, a ponto de às vezes atrair outras garotas (incluindo Kita) sem querer. Ela frequentemente gasta a mesada que recebe da família em novos equipamentos musicais, o que a deixa com pouco dinheiro para qualquer outra coisa, a ponto de comer maconha quando não tem dinheiro para comida. Depois de se desentender com sua última banda por diferenças criativas, Ryo foi convencida por Nijika a formar uma nova com ela. Seu sobrenome vem de Takahiro Yamada. Ela toca um baixo Olympic White Fender Precision.
Ikuyo Kita (喜多郁代, Kita Ikuyo)
Voz de: Ikumi Hasegawa
Interpretada por: Mirai Ohmori (peça de teatro)
A vocalista e guitarrista base da Kessoku Band, que frequenta a mesma escola que Hitori. Em contraste com Hitori, ela é uma extrovertida alegre e carismática que tem uma vida social ativa, a ponto de sua extroversão se manifestar como uma aura avassaladora às vezes. Ela inicialmente se juntou à Kessoku Band para se aproximar de Ryo, por quem ela tem uma queda, mas fugiu depois de mentir sobre suas habilidades com a guitarra. Com a ajuda de Bocchi, ela se torna uma guitarrista decente por direito próprio e logo se estabelece tocando guitarra secundária e fornecendo os vocais principais da banda. Ela se refere a si mesma como Kita Kita devido à sua forte antipatia por seu nome de batismo, o que a faz ter um colapso parecido com o de Bocchi ao discuti-lo. Seu sobrenome vem de Kensuke Kita. Ela toca uma guitarra elétrica Pelham Blue Gibson Les Paul Junior Doublecut.

## Mídia

### Mangá
Bocchi the Rock! é escrito e ilustrado por Aki Hamaji. Sendo inicialmente serializado na revista Manga Time Kirara Max da Houbunsha em 19 de dezembro de 2017, como um trabalho convidado. Uma serialização completa começou na mesma revista em 19 de março de 2018. Foi organizado em sete volumes tankōbon em 25 de outubro de 2024.

#### Lista de volumes
| N.º | Data de lançamento      | ISBN              |
| --- | ----------------------- | ----------------- |
| 1   | 27 de fevereiro de 2019 | 978-4-8322-7072-5 |
| 2   | 27 de fevereiro de 2020 | 978-4-8322-7170-8 |
| 3   | 25 de fevereiro de 2021 | 978-4-8322-7252-1 |
| 4   | 26 de agosto de 2022    | 978-4-8322-7419-8 |
| 5   | 26 de novembro de 2022  | 978-4-09-129087-8 |
| 6   | 25 de agosto de 2023    | 978-4-09-129087-8 |
| 7   | 25 de outubro de 2024   | 978-4-8322-9581-0 |

### Anime
Uma adaptação em anime foi anunciada em 18 de fevereiro de 2021. Foi produzida pela CloverWorks e dirigida por Keiichirō Saitō, com Yūsuke Yamamoto atuando como assistente de direção, Erika Yoshida escrevendo os roteiros da série, Kerorira desenhando os personagens e Tomoki Kikuya compondo a música. A série foi ao ar de 9 de outubro a 25 de dezembro de 2022, na Tokyo MX e outras redes. Kessoku Band interpretou o tema de abertura "Seishun Complex" (青春コンプレックス), bem como o tema de encerramento "Distortion!!". A Crunchyroll licenciou a série fora da Ásia. A Plus Media Networks Asia licenciou a série no Sudeste Asiático e lançou-a na Aniplus Asia e no Bilibili. Várias webséries apresentando o elenco de voz também foram produzidas junto com o anime como promoção conjunta.
Em 21 de maio de 2023, foi anunciado que um filme de compilação da série estrearia na primavera de 2024.

## Recepção
Em 2019, a série ficou em oitavo lugar no Next Manga Awards na categoria impresso.